# حلبة البحرين الدولية

حلبة البحرين الدولية

حلبة البحرين الدولية هو مضمار سباق سيارات يقع في منطقة الصخير بمملكة البحرين. تقام عليها منافسات جائزة البحرين الكبرى للفورمولا 1 سنوياً، بالإضافة إلى سباقات الدراغ (drag racing) وسباقات أخرى مثل سباق سلسلة جي بي 2 (GP2) وفي 8 سوبركارز الأسترالي (V8 Supercars) وهي أول حلبة للفورملا في الشرق الأوسط.
بدأ إنشاء الحلبة عن طريق ولي عهد البحرين والرئيس الفخري للاتحاد البحريني للسيارات الشيخ سلمان بن حمد آل خليفة بعد الاتفاق مع بيرني إيكلستون مدير الفورمولا 1 لاستضافة السباقات ابتداء من عام 2004. استمر بناء المشروع لمدة 485 يوماً من 8 نوفمبر 2002 حتى 7 مارس 2004 بكلفة 150 مليون دولار أمريكي. وتولّت شركتي تيلكي العالمية وسيباركو البحرين بناء المشروع بالتعاون مع دبليو سي تي الماليزية للهندسة، وهي الشركة التي أنشأت حلبة الفوروملا 1 في كوالالمبور بماليزيا. مساحة الحلبة هي 1.7 مليون متر مربع. قام بتصميم الحلبة الألماني هيرمان تيلك.

## مواصفات
يحتوي المشروع على خمس حلبات هي:
- الحلبة الداخلية: بها ثمانية منعطفات، ومساحتها 2.55 × 14 كلم.
- الحلبة الخارجية: بها 10 منعطفات، ومساحتها 3.664 × 15 كلم تقريباً.
- حلبة الجائزة الكبرى: مساحتها 5.411 × 18 كلم تقريباً.
- حلبة دراغستر (Dragster): وهي القسم المخصص لسباقات الدراغ. مساحتها 1.2 كلم × 18.5 م.
- حلبة التجارب: وهي بيضاوية الشكل طولها 2.5 كلم.

بالإضافة إلى برج دائري الشكل مكون من 9 طوابق للضيوف، ومركز للمعلومات التقنية خاص بالفورمولا 1. يمكن للحلبة استيعاب 50000 متفرج، والمنصة الرئيسية تستوعب 10000 متفرج. كما توجد مبان لاستيعاب 18 فريقاً، ومركز طبي، ومركز إعلامي.

### حلبة الجائزة الكبرى
حلبة الجائزة الكبرى هي المضمار الرئيسي في سباقات الفورمولا 1، وهي تمثل الحلبتين الخارجية والداخلية. تحتوي حلبة الجائزة الكبرى على 12 منعطفاً، 7 منهم في الجهة اليمنى والبقية في الجهة اليسرى. تحتوي على ثلاث مناطق يمكن التجاوز فيها. الانحدار الأقصى بها هو بنسبة 5.6 %، والارتفاع الأقصى بنسبة 3.6 %، يتراوح بين 0 إلى 18 متراً. خط البداية والنهاية طوله 1.09 م وعرضه 15 م.

## الفورمولا 1
منذ عام 2004 تقام في حلبة البحرين الدولية جائزة البحرين الكبرى وهي جزء من سباقات الفورمولا 1.

#### نسخ الجائزة:
- جائزة البحرين الكبرى 2004
- جائزة البحرين الكبرى 2005
- جائزة البحرين الكبرى 2006
- جائزة البحرين الكبرى 2007
- جائزة البحرين الكبرى 2008
- جائزة البحرين الكبرى 2009
- جائزة البحرين الكبرى 2010
- جائزة البحرين الكبرى 2011
- جائزة البحرين الكبرى 2012
- جائزة البحرين الكبرى 2013
- جائزة البحرين الكبرى 2014
- جائزة البحرين الكبرى 2015
- جائزة البحرين الكبرى 2016
- جائزة البحرين الكبرى 2017
- جائزة البحرين الكبرى 2018
- جائزة البحرين الكبرى 2019
- جائزة البحرين الكبرى 2020
- جائزة البحرين الكبرى 2021
- جائزة البحرين الكبرى 2022
- جائزة البحرين الكبرى 2023

## قصة إنشاء الحلبة
كثيرون لم يكونوا يتوقعون أن تستطيع مملكة البحرين إنشاء حلبة لسباق الفورميولا 1 في الوقت المتفق عليه، وذلك لعدة أسباب من أهمها لأن هذا المشروع رائد في منطقة الشرق الأوسط، ودقيق في مواصفاته لأنه ليس محليا بل سيفد إليه عدد ضخم جدا من السائقين والمساعدين ورؤساء الشركات الكبرى العالمية وعشرات الآلاف من محبي السرعة وقيادة السيارات الرياضية من دول متعددة، وستسلط عليه عدسات حوالي 100 محطة تلفزيونية ومئات الصحافيين من شتى بقاع العالم، وبالتالي، فلابد وأن يكون الإنجاز بحجم التوقعات، ولكن ما حدث كان مختلفا.

ولي العهد الأمير سلمان بن حمد آل خليفة يضع حجز الاساس لـ حلبة البحرين الدولية في الصخير عصر يوم الثلاثاء 8 أكتوبر 2002م
بحضور الممثل الخاص للمملكة المتحدة للتجارة الدولية والاستثمار الأمير أندرو دوق يورك ورئيس الاتحاد الدولي للسيارات ماكس موزلي

قصة إنجاز حلبة البحرين الدولية لم تكن بالقصة اليسيرة، إذ يصفها سعادة الوزير المهندس فهمي بن علي الجودر، بأنها «معجزة»، وتحد كبير وجديد من نوعه على وزارة الأشغال والإسكان، التي خبرت بناء البيوت والمدن، الجسور والشوارع، الموانئ والعمارات، ولكن مشروع بضخامة ومتطلبات خاصة كحلبة البحرين الدولية، كان أمرا فريدا من نوعه، واختبارا واجهته الوزارة وقبلت التحدي وراحت تيسر كافة السبل لكي يتم، ويتم للبحرين شرف استضافة هذا الحدث العالمي العملاق.
على مستوى الثقة
ويقول سعادة الوزير: «لقد أردنا في وزارة الأشغال والإسكان أن يكون دورنا على مستوى الثقة الكبيرة والغالية التي منحتها إياها القيادة الحكيمة، حينما أطلقت فكرة استضافة سباق الفورميولا واحد هنا، وكان علينا أن نكون على مستوى الحدث، وهذا ما أثبته كل فرد في الوزارة، عمل وأسهم - ولو بجهد بسيط - في إنجاح هذا المشروع، وجعل أمر الإتمام واقعا، بل وسابقا لوقته بثمان وأربعين ساعة من الموعد المحدد».
ويضيف سعادته بأن البحرين إذ تفخر اليوم باكتمال هذا المشروع الذي يتشرف بافتتاح حضرة صاحب الجلالة الملك حمد بن عيسى آل خليفة، عاهل البلاد المفدى له، «فإننا لا نطرب لإنجاز نحن أسهمنا فيه، بل لأن هناك الكثير من الشهادات العالمية التي حرصت على أن تقول رأيها في الحلبة في كل مرحلة من مراحلها، وكانت جميعها شهادات - ولله الحمد - تشيد بهذا الإنجاز، وتعتبر حلبة البحرين أكثر الحلبات تطورا ورقيا على مستوى العالم، وما هذا إلا بفضل التوجيهات السامية من القيادة الرشيدة التي لم تدخر جهدا في سبيل تذليل كافة العقبات والصعوبات التي اعترضت طريقنا منذ اللحظات الأولى من طرح هذا المشروع عندما أعلن عنه صاحب السمو الشيخ سلمان بن حمد آل خليفة ولي العهد الأمين القائد العام لقوة الدفاع في عام 2002، إذ انصبت الجهود جميعها في رفد ودعم هذا المشروع الحضاري الذي سيضيف إلى المملكة بعدا جديدا».
الشكر لأهله
ويختم سعادة وزير الأشغال الإسكان المهندس فهمي بن علي الجودر تصريحه في هذه المناسبة بالتقدم - بالأصالة عن نفسه ونيابة عن جميع من أسهم في هذا المشروع من الوزارة - بالشكر إلى القيادة الرشيدة، وعلى رأسها حضرة صاحب الجلالة الملك حمد بن عيسى آل خليفة عاهل البلاد المفدى، وإلى صاحب السمو الشيخ خليفة بن سلمان آل خليفة رئيس الوزراء الموقر، وصاحب السمو الشيخ سلمان بن حمد آل خليفة ولي العهد الأمين القائد العام لقوة دفاع البحرين على ما أسدوه من توجيهات سامية، وتيسير كل صعب، وتذليل كل مشكلة كان الجميع يعتقد أنها مستعصية على الحل، وكذلك إلى أصحاب السعادة الوزراء الذين لم يدخروا جهدا في التعاون والتوجيه، كل في تخصصه من أجل الوصول إلى هذه النتائج الباهرة، والشكر موصول أيضا إلى عشرات من الجنود المجهولين في وزارة الأشغال والإسكان من مهندسين وفنيين الذين واصلوا الليل بالنهار من أجل أن يوفوا بالتزامهم، فكانوا نعم الرجال والنساء المخلصين لهذا الوطن وقيادته وشعبه.
الحلبة واتصالها بالمدن
فيما يقول سعادة وكيل وزارة الأشغال والإسكان المهندس نايف عمر الكلالي، إن مشروع حلبة البحرين الدولية، ليس واحة منقطعة في الصحراء، بل تركز جهد الوزارة على أمرين يسيران معا في خطين متوازيين، الأول يتمثل في إنجاز الحلبة بكل مرافقها، وهذا ما تم بفضل الله، وتيسير القيادة الحكيمة وتعاون الجميع، والخط الآخر الذي قادته الوزارة في هذا الشأن، هو الخدمات والمرافق التي تيسر ربط هذه الواحة/الحلبة بشبكات الطرق وإمدادها بالخدمات والتوصيلات المائية والكهربائية ومد شبكات المجاري وتصريف الأمطار وغيرها، وهذا أيضا تحد آخر، أمكن الوزارة أن تنفذه بكل اقتدار.
البنى التحتية المرافقة
ويتحدث وكيل وزارة الأشغال والإسكان عن بعض من أهم ما تمكنت الوزارة من إنجازه من مشاريع البنية التحتية التي ترتبط بشكل عضوي بالحلبة، إذ تم مد شبكة مكملة من الطرق تؤدي بيسر وسهولة لوصول المتفرجين إلى موقع حلبة البحرين الدولية بقدر أقل من الازدحام في موقع الحدث، وهذا ما تطلب تطوير الشوارع المؤدية إلى الحلبة، وبما يصب في الخطة الاستراتيجية للوزارة لتطوير شوارع المملكة في السنوات العشرين المقبلة.
هذا إضافة إلى الجهد الكبير الذي بذل في إمداد الشوارع بالإنارة والإشارات الضوئية، والخطط المستقبلية التي تشتمل على توسعة وتطوير الشوارع وشق شوارع جديدة تسهم في تخفيف الازدحام المروري الناجم عن التدفق المتوقع لعشرات الآلاف من المتفرجين الذين سيقصدون البحرين في هذه الفترة.
فريق متكامل
ويقول سعادة الوكيل: «إن تحويل الرؤيا إلى واقع، تطلبت الكثير من الجهد، وقدرة عالية على التركيز والبحث العلمي والميداني المستمرين، وفريق عمل متكامل شكلته الوزارة لكي تتم إدارة موقع بهذه الضخامة، حتى استطعنا أن نحظى بثقة وإشادة أهم المراجع العالمية في هذا النوع من الأنشطة الرياضية التي تستقطب مئات الملايين من البشر في مختلف أنحاء العالم... إن هذا العمل الجبار الذي استمر 16 شهرا متواصلة بلا انقطاع أو توقف لأي ظرف... 384 يوما بحرها وبردها... 01 ملايين ساعة عمل بليلها ونهارها، كان تحديا ليس بالشهور والأيام، بل ربما بالساعات أحيانا، وهذا ما عجل في الانتهاء من الأمر في موعده المحدد، وما كان هذا ليحدث لولا توفيق الله، ومشاركة القيادة الرشيدة بالرأي والتوجيه، والإخلاص الذي أبداه كل من كان له إسهام في هذا المشروع الرائد».
ويقول في النهاية: «إنه لفخر لنا في وزارة الأشغال والإسكان، أن نرى حلبة البحرين الدولية وقد غدت محطة عالمية تنتقل إليها عيون أكثر من نصف مليار من البشر في مختلف القارات، وأن نسمع اسم البحرين يتردد في كل محفل، مقرونا بالتقدير، وهذا هو ما يمنحنا الشعور بالرضا بأننا استطعنا أن نقدم لوطننا بعضا مما يمكننا أن نعتز به».
وكيل وزارة الأشغال والإسكان المساعد المهندس محمد خليل السيد يتذكر المراحل الأولى لتنفيذ المشروع، حيث قاد فريق الوزارة الذي تفاوض مع عدد من المقاولين المشاركين في مناقصة تشييد الحلبة ويقول: «استهدفت الاجتماعات والمفاوضات التي عقدناها مع عدة شركات اختيار الشركة الأفضل من جميع النواحي لتنفيذ المشروع والتأكد من الجوانب التعاقدية الهامة ومن قدرة الشركة على الوفاء بالتزاماتها خاصة أن نتائج عدم تحقق ذلك كانت ستكون وخيمة من الناحية المالية».
ويضيف المهندس السيد أن الشركة البحرينية - الماليزية سيباركو-دبليو سي تي قدمت أفضل العروض المالية وأنه من خلال الاجتماعات المتواصلة تم التحقق من القدرات والخبرات الفنية ومن الجوانب التعاقدية، وتم بعد ذلك التعاقد مع الشركة التي أثبتت مقدرتها العالية فيما بعد لتنفيذ المشروع.
وقد اشترطت الوزارة خلال الاجتماعات الأولى أن تعين الشركة الماليزية بعض مهندسيها الذين عملوا في مشروع حلبة كوالالمبور للعمل في مشروع حلبة البحرين.
يقول الوكيل المساعد الذي تقع دائرة المشاريع الخاصة ضمن مسئولياته: «لقد نفذنا في الماضي مشاريع كبيرة وهامة إلا أن مشروع حلبة البحرين لسباق السيارات مثل تحديا خاصا لوزارة الأشغال والإسكان لعدة أسباب أولها أن برنامج المشروع كان ضيقا منذ البداية وثانيها أن بعض الاشتراطات التعاقدية كانت غير مسبوقة مثل حجم غرامات التأخير ومستوى ضمان التنفيذ بالإضافة إلى بعض التحديات الفنية المتمثلة في المواصفات العالية واختيار المواد المناسبة خاصة لأرضية السباق والهياكل الإنشائية للعناصر المعمارية المتميزة في المشروع».
ويضيف المهندس السيد: «إن المشروع تطلب جهدا خاصا من قبل وزارة الأشغال والإسكان على كافة المستويات ومتابعة دءوبة من قبل سعادة الوزير، وأصبحنا نعيش المشروع بشكل يومي وعلى مدار الساعة. وأثبت الفريق الهندسي للوزارة مقدرة فائقة في العمل تحت ضغط برنامج سريع لمشروع بهذا الحجم والتعقيد.
ويذكر المهندس محمد خليل السيد أن أحد المحطات الرئيسية والحاسمة في سير المشروع كان تقديم موعد سباق الفورميولا واحد في البحرين من أكتوبر 2004 إلى مطلع أبريل 2004، وكان موعد اكتمال التشييد حسب العقد 7 مارس 2004، مما جعل الوقت الفاصل بين إكمال المشروع وموعد السباق ضيقا جدا. ويضيف أن سعادة الوزير أناط به مهمة التفاوض مع المقاول للاتفاق على سعر مناسب لتقديم موعد إنهاء المشروع بشهر واحد إلى 7 فبراير 2004، ويضيف متذكرا: «كانت المفاوضات الماراثونية صعبة ومعقدة، ويتابعها الوزير أولا بأول. وفي النهاية لم نستطع الوصول إلى اتفاق، وتقرر الإبقاء على موعد الانتهاء كما هو والإبقاء على الغرامة وعلى الحافز المنصوص عليه في العقد».
ويقول الوكيل المساعد: «إن نجاح إنجاز المشروع في وقته - بل قبل موعده - وضمن التكلفة المقدرة هو في الحقيقة نجاح للوزارة ولكافة الأطراف ذات العلاقة وخاصة استشاري المشروع والمقاول وشركة حلبة البحرين وكل الأطراف الأخرى التي ساهمت في إنجاح المشروع بشكل أو بآخر».
مركز الثقل
وإذا كانت التوجيهات والتسهيلات أمران ضروريان، فإن القيام بالعمل نفسه، أمر في غاية الصعوبة والمسئولية المباشرة، وهذا العبء الذي تحملته دائرة المشاريع الخاصة في وزارة الأشغال والإسكان، التي يقول رئيسها غازي الصالح بأن «حلبة البحرين الدولية تعتبر إنجازا نظرا لتفرد طبيعتها، ليس في البحرين أو المنطقة، بل في الشرق الأوسط بأكمله، وتكمن الدقة والصعوبة في أننا كنا نعمل ـ كجهة إشرافية ـ على أن تتلاقى أعمالنا - دائما - مع المتطلبات الدولية من حلبات السباق، إضافة إلى إتمام الإنجاز في هذه المدة الزمنية يعد مفخرة للبحرين كلها».
ويوضح المهندس غازي الصالح بأن مشروعا بهذه الضخامة الإنشائية، كان يمكن أن يستغرق ما بين 2,5 و3 سنوات في الأحوال العادية «ولكن البحرين كانت قد التزمت باستضافة السباق في العام 2004، وفي ظل المدة الزمنية، لم يكن الخيار سهلا، فأمر إقامة السباق بيد الاتحاد الدولي للسيارات، ومملكة البحرين إذا ما أرادت أن يكون لها السبق والريادة عليها أن تلبي هذه المتطلبات، وكان علينا في الحالين، أن يكون السباق في شهر أكتوبر من هذا العام، أم الموعد المحدد حاليا في الرابع من أبريل، أن نسلم المشروع في السابع من مارس من هذا العام، وهذا ما حدث بالفعل، بل حدث ما هو أفضل إذ تم تسليم المشروع قبل يومين من موعده».
ويقول بأن حديثنا عن المشروع بهذا الاعتزاز ليس لأنه الأضخم الذي تقوم به الوزارة، فميناء خليفة بن سلمان ومنطقة الحد الصناعية تفوقه ضخامة، إلا أن تنفيذ خطة متكاملة في برنامج زمني مضغوط، وبوجود حوالي 3000 آلاف عامل في موقع العمل بحاجة إلى الإشراف عليهم، والوصول بالمشروع من مرحلة الصفر إلى مرحلة التشغيل بالجودة والكفاءة العاليتين، «لهي من الأمور التي نفاخر بها حقا».
وعن طبيعة العمل تحديدا يقول المهندس بأن كان من مهمة الدائرة أن تدير أعمال الاستشاري المصمم للمشروع، وضمان سير المشروع والعمل فيه حسب البرنامج الموضوع والميزانية المرصودة، والتأكد من أن المشروع يتم تنفيذه بحسب التصاميم والمواصفات، وتجنب وجود أي ثغرة أو رداءة في التنفيذ، فأي تأخير في أي مجال سيكون من مسئولية الدائرة وعليها أن تتفاداه وأن تجد الحلول له، لهذا كان العمل متواصلا يوميا، ولم يتوقف لإجازة أسبوعية أو رسمية عامة.
ويستطرد بأن الدائرة خصصت سبعة من أكفأ مهندسيها وكامل الطاقم الإداري في الدائرة, مشيرا إلى أن روح الفريق التي تجلت في هذا المشروع جعلت الجميع حريص على أن يكون مسهما حقيقيا في حلبة البحرين الدولية، وكانت الاجتماعات تعقد في عطلة نهاية الأسبوع، كذلك تمتد إلى ساعات فيما بعد الدوام الرسمي.
أبرز المشكلات وأهم المنعطفات
ويقول المهندس غازي الصالح أن من بين أبرز المشكلات التي واجهت فرق العمل في البداية، هي تسوية الأرض التي كانت عبارة عن صخور ومرتفعات ومنخفضات، وعمل الشوارع ومسارات الحلبة، وهذه المرحلة الأولية أسهمت في تأخر سير المشروع بعض الشيء، ولكننا استطعنا تعويض هذا التأخير بالمزيد من الجهد الذي بذل هنا، حتى يتم كل شيء في موعده.
كما أنه يروي أهم المنعطفات التي واجهتم في سبيل إنجاز المشروع، كان التعاون الحكومي المثمر مع مختلف وزارات الدولة وأجهزتها لتيسير كافة الأمور بالكهرباء والماء والبنى المختلفة والتراخيص وغيرها من أعمال كانت سببا مباشرا في الوصول إلى المستوى الذي عليه الحلبة اليوم.
ابتداع الخبرة
ولما لم تكن هناك سابق خبرة لدى مهندسين الوزارة في عملية إنشاء الحلبات والإشراف عليها، فبعد عرض المشروع من قبل الاستشاري، وقام المهندسون بما يملكونه من خبرات واسعة في مجالات البناء والتشييد، وخبرتهم بما يتلاءم وطبيعة البحرين، بطرح مواد البناء والتصاميم التي تتناغم مع بيئتنا المحلية.
وفي المقابل أيضا، تم ابتعاث عدد من المهندسين لرؤية عدد من الحلبات المشابهة على الطبيعة ونقل المفيد منها إلى البحرين، فزاروا حلبة كاتالونيا في أسبانيا، وحضروا السباق أيضا وذلك في العام 2003، كما زارت مجموعة أخرى حلبة انديانابولس في الولايات المتحدة واليوم يمكننا تصدير هذه الخبرات إلى الدول الأخرى في الشرق الأوسط التي تنوي إنشاء حلبات في المستقبل.
ويشير الصالح بكل العز والافتخار إلى جميع المهندسين، بمن فيهم المتدربين الذين أسهموا بشكل واضح في وضع لبنات إنجاز هذا المهمة.
شبكة الطرق
ولأنه لا بد من توفير الشبكة الملائمة من الطرق التي تؤدي إلى الحلبة وفي الوقت ذاته لا تخلق اختناقات مرورية لكي تسير الحياة المعتادة على ما هي عليه، وجدت وزارة الأشغال والإسكان أنه لا بد من تطوير بعض الطرقات القائمة أساسا، وشق طرق جديدة تؤدي مباشرة إلى موقع الحلبة.
هنا يتحدث مدير الطرق في الوزارة المهندس وليد الساعي الذي يقول إن هناك دراسة سبق وأن أعدت شاملة شوارع المملكة واحتياجاتها في السنوات العشرين المقبلة، وعلى هذا الأساس أجريت دراسة شاملة عن الشبكة المؤدية إلى موقع السباق، وتم وضع الرسومات وأرسيت المناقصة على شركة أحمد منصور العالي للتنفيذ.
وتم إنشاء طرق مؤلفة من ثلاثة مسارات في كل اتجاه بطول 3,7 كيلومتر من جهة الشمال من الحلبة، كما تم إنشاء طريق ذو مسارين بامتداد 4,5 كيلومتر لتوفير طريق إلى مواقف السيارات، وذلك لفتح طريقين يؤديان إلى الحلبة ولتسهيل انسيابية حركة المرور القادمة والمغادرة موقع السباق، كما تم توفير ممر للخدمات وتوسعة جزء من شارع الزلاق على طول 2 كيلومتر وتحويله إلى ثلاثة مسارات، بالإضافة إلى إمكانية استخدام كتف الطريق كمسار إضافي حين الحاجة.
تعاون الجامعة
ويشيد وليد الساعي بالتعاون الذي أبدته جامعة البحرين لإنجاح المناسبة، وذلك بتخصيص مواقف سيارات الطلبة في مبنى الجامعة في الصخير، كمواقف للمتفرجين على السباق في الأيام الثلاثة لا سيما وأن الجامعة ستعطل في هذه الفترة تفاديا للضغط المروري الذي يتوقع حدوثه فيما لو استمر العمل في الجامعة في تلك الفترة.
ولهذا، أنشئ شارع شرق الجامعة بالتقاطع مع شارع الزلاق يقود المتفرجين لاستثمار مواقف السيارات لتتحمل العبء الآخر الذي تتحمله مواقف السيارات الموجودة حاليا بالقرب من الحلبة، وهذا الشارع سيخدم منتسبي الجامعة بعد ذلك ويسهل حركة المرور منها وإليها.
إضافة إلى ما تقدم - يقول المهندس الساعي - فقد تمت إنارة الطرق الجديدة، ووضع ثمان إشارات مرورية جديدة عند التقاطعات.
هذه الأعمال تعد المرحلة الأولى من مشروع تطوير شبكة الشوارع المؤدية إلى حلبة البحرين الدولية، وبلغت كلفة هذه المرحلة 5,2 مليون دينار شاملة الأعمال الإضافية، واستغرق التنفيذ ستة أشهر، ومن المؤمل الانتهاء التام من كافة الأعمال قبل نهاية هذا الشهر لتكون جاهزة ومستعدة لاستقبال ضيوف السباق في الموعد المحدد.
يقول المهندس الساعي: «ما أن تنتهي أعمال المرحلة الأولى، حتى تبدأ أعمال المرحلة التالية والتي تشمل العمل على جزء من المرحلة الخامسة من شارع الشيخ خليفة بن سلمان، وذلك بامتداد شارع الزلاق حتى الدوار 14 من مدينة حمد، وتوسعة شارع الزلاق وتحويله إلى ثلاثة مسارات وذلك في الامتداد الواقع من دوار العوالي وحتى موقع الحلبة، هذا إلى جانب إضافة الحواجز الحديدية وأعمال الإنارة، وسيباشر العمل في المرحلة الثانية في وقت لاحق من هذا العام، وتعتبر هذه الإضافة جزء من خطة تطوير شوارع المملكة بصفة عامة».
تمديدات المجاري جزء أساسي من البنية التحتية
منذ الأول من يونية عام 2003، تم بدء العمل على إنجاز توصيل المجاري ومصارف المياه إلى حلبة البحرين الدولية، وهو عمل استغرق إنجازه تسعة أشهر تقريبا.
مديرة إدارة المجاري ومصارف المياه في وزارة الأشغال والإسكان المهندسة زبيدة علي الهاشمي كانت المسئولة المباشرة عن متابعة هذا الجانب الحيوي من المشروع إذ تقول: «كان لا بد لنا أن نعمل بالإيقاع ذاته الذي تعمل به الوزارة من ناحية السرعة والدقة والجودة في إنجاز الجزء الخاص بنا من هذا المشروع الحيوي، حيث عينت الوزارة الشركة الاستشارية )واطسون خنجي (لإعداد التصاميم، بالإشراف على مشروع توصيل المجاري ومصارف المياه إلى الحلبة، تحت إشراف ومتابعة الإدارة».
وتضيف المهندسة زبيدة الهاشمي بأن المشروع اشتمل على إنشاء خط رئيسي للحلبة في الشبكة العامة للصرف الصحي بطول يبلغ 905 أمتار، وبقطر 300 ملم مع إنشاء محطة ضخ للصرف الصحي وخطوط ضغط بطول 2000 متر، وبناء 39 غرفة تفتيش، كما اشتمل المشروع على إنشاء مصارف لمياه الأمطار بطول 7600 متر، بأقطار تراوحت ما بين 800 إلى 1200 ملم، إضافة إلى أعمال بناء منشآت لتصريف مياه الأمطار مع مخرج رئيسي لتصريف مياه الأمطار إلى البحر.
وبلغت كلفة المشروع - الذي فازت به شركة أحمد منصور العالي-1,7مليون دينار.
ورغم أن المدة المتفق عليها لإنجاز المشروع هي تسعة أشهر، إلا أن للمتابعة الحثيثة والإشراف المكثف من قبل القائمين على إدارة المشروع دور في اختصار المدة الزمنية بأكثر من أسبوعين، فتم تسليم المشروع في 24 من شهر فبراير الماضي بدلا من 6 مارس الجاري.
وتصف المهندسة زبيدة الهاشمي هذا الإنجاز بأنه تم في وقت قياسي مقارنة بالمشاريع الأخرى، وذلك لتوافر كل المتطلبات والتسهيلات والمتابعة المستمرة من قبل المسئولين الذين عملوا على تذليل كافة الصعوبات التي واجهت العمل، كما لحسن أداء الشركة المنفذة وفريق عمل إدارة المجاري ومصارف المياه واهتمام ومتابعة الإدارة العليا في الوزارة، الدور الأهم في الوصول إلى إتمام ما أنيط إلى الإدارة من عمل بالجودة والدقة المطلوبتين، بالإضافة إلى العامل الزمني الذي تمكنت الإدارة من التغلب عليه.
وهكذا، أسهمت جميع فعاليات وزارة الأشغال والإسكان في أن تهب إلى البحرين واحدا من أكثر المشاريع حيوية وتحديا وإثارة، واحدا سيجعل البحرين اسما وحضورا أمرا واقعا في جميع أرجاء الأرض, فكان للإصرار مكان، وللاجتهاد نصيب، وللسعي شكر من قبل الجميع لأنه سعي مبارك أخذ على نفسه أن يكون لائقا بمملكة البحرين.

## سباقات GP2
انتهى موسم سلسلة GP2 في عام 2005 في البحرين 29 سبتمبر و30 سبتمبر. وسيبدأ موسم 2007 انطلاقاً من البحرين في 14 أبريل.

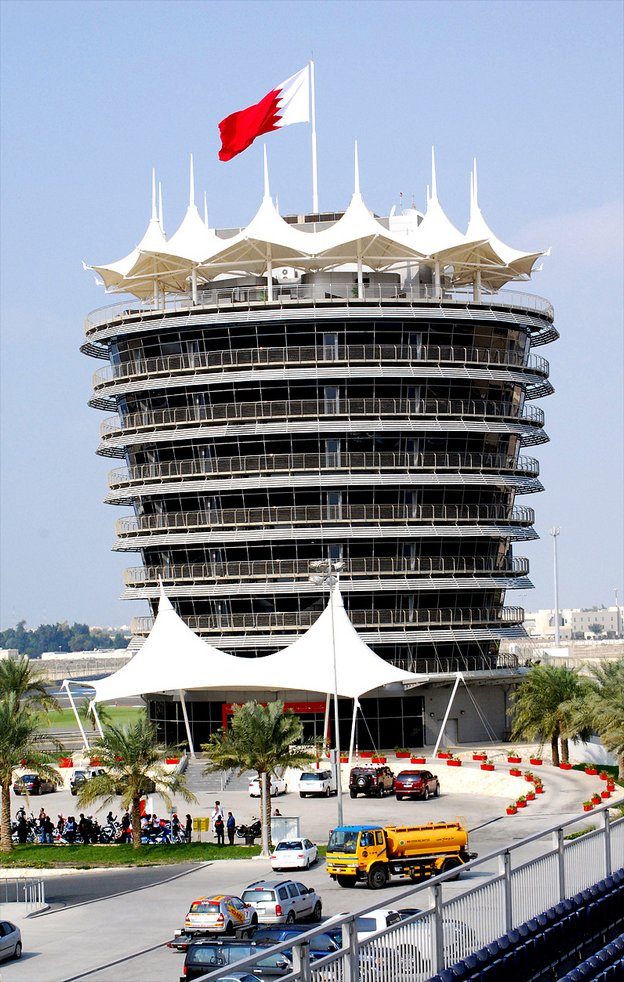

| العام | السائق         | الشركة المصنعة |
| ----- | -------------- | -------------- |
| 2007  | فيليبي ماسا    | فيراري         |
| 2006  | فرناندو ألونسو | مجموعة رينو    |
| 2005  | فرناندو ألونسو | مجموعة رينو    |
| 2004  | مايكل شوماخر   | فيراري         |
| 2008  | جنسن باتون     | براون          |
| 2010  | فرناندو ألونسو | فيراري         |
| 2009  | جنسن باتون     | براون          |

| العام | السائق               | الشركة المصنعة     |
| ----- | -------------------- | ------------------ |
| 2007  |                      |                    |
|       |                      |                    |
| 2005  | ألمانيا نيكو روسبيرغ | أي آر تي غراند بري |
| 2005  | ألمانيا نيكو روسبيرغ | أي آر تي غراند بري |

## سباقات في 8 سوبركارز
بدأت سباقات في 8 سوبركارز الأسترالية في البحرين منذ عام 2006. تسمى مرحلة البحرين بـ "Desert 400".
| العام | السائق      | الشركة المصنعة |
| ----- | ----------- | -------------- |
| 2007  |             |                |
| 2006  | جيسون برايت | فورد           |

## معرض صور

## وصلات خارجية
- الموقع الرسمي
- الاتحاد البحريني للسيارات
- خدمات البحرين العالمية للشحن